# Marit Jessen Rüdiger
Marit Nicoline Jessen Rüdiger (* 18. Juni 1982 in Sønderborg) ist eine nordschleswigsche Pharmazeutin und Politikerin der Schleswigschen Partei, der Partei der deutschen Minderheit in Dänemark. 
Jessen Rüdiger, geb. Jessen, lebt in Tondern. Nach dem Abitur am Deutschen Gymnasium für Nordschleswig studierte sie an der Universität Kopenhagen und schloss dieses Studium 2007 als Cand. pharm. ab. Seit 2007 arbeitet sie als Pharmazeutin in Tondern. Von 2008 bis 2010 war Marit Jessen Rüdiger stellvertretende Vorsitzende der Schleswigschen Partei, von 2011 bis 2012 war sie Vorsitzende.